# Rodovia Anchieta

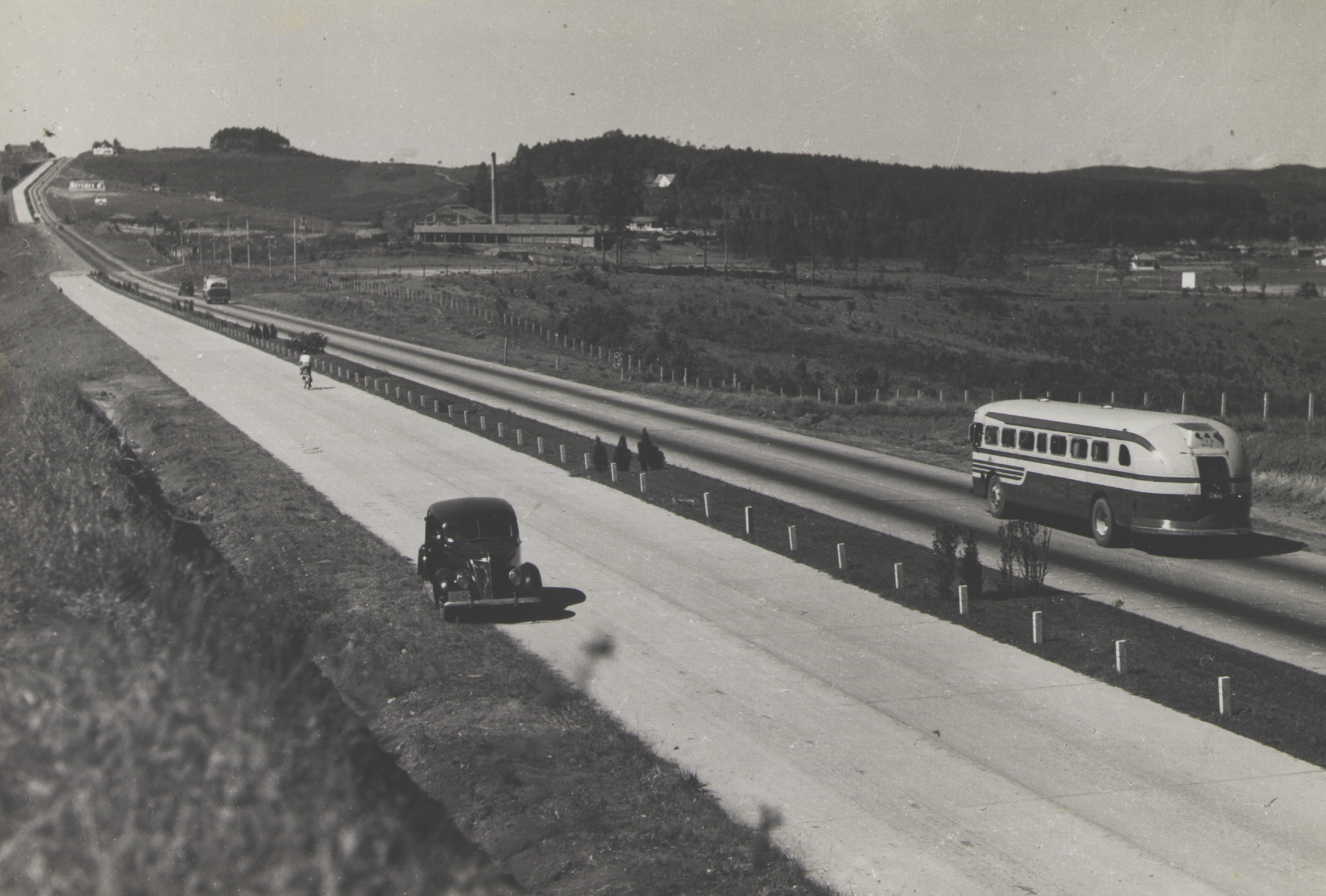
Construction de la chaussée sud de l'autoroute "Via Anchieta" (1952)

La Rodovia Anchieta (ex Via Anchieta), est une autoroute de l'État de São Paulo au Brésil codifiée SP-150, qui relie la capitale São Paulo et Baixada Santista et le port de Santos, en passant par la région ABC Paulista. C'est l'une des autoroutes les plus fréquentées du Brésil, tout comme la Rodovia dos Imigrantes, qui constituent, à elles deux, le Sistema Anchieta-Imigrantes. Elle fait partie de l'autoroute fédérale radiale BR-050 qui relie Brasilia à Santos, en passant par l'État du Minas Gerais. L’autoroute est le plus grand corridor des exportations d’Amérique latine dont le concessionnaire est la société EcoRodovias S.A..

## Histoire
Cette autoroute a été autorisée par la loi le 4 janvier 1929 promulguée par le président de l'État de São Paulo Júlio Prestes. Les travaux ont commencé en 1939 sous le gouvernement local de l'interventionniste Adhemar Pereira de Barros et achevés en 1947 alors qu'il était gouverneur de l'État.
Pendant la période de l'Estado Novo, sous le gouvernement du président de la République Getúlio Vargas, le projet, extrêmement coûteux, a conduit le gouvernement à le considérer comme inutile. L'autoroute fut ouverte en deux étapes : la chaussée nord, le 22 avril 1947 puis la chaussée sud en 1953. L'autoroute a été considérée, à l'époque, comme un chef-d'œuvre de l'ingénierie brésilienne, compte tenu du tracé audacieux à travers la serra do Mar comprenant des tunnels et des viaducs. En 1969, une décision du gouvernement de l'État de São Paulo a accordé à DERSA, une entreprise publique, le droit de gérer et exploiter l'utilisation de l'autoroute. En 1972, les premiers péages sont installés. Le 29 mai 1998, l'autoroute est privatisée par le gouverneur Mário Covas, avec la Rodovia dos Imigrantes, à travers un appel d'offres au cours duquel la société EcoRodovias, un consortium privé, a obtenu la concession pour une période de 20 ans de l'ensemble du Sistema Anchieta-Imigrantes. Selon les données de DERSA, entre 1972 et 1998, 105 millions de véhicules ont utilisé ces autoroutes à péage.

### Sécurité
La Curva da Onça, au PK.45 de la voie descendante de la Via Anchieta, est la section la plus dangereuse du Sistema Anchieta-Imigrantes (SAI), avec un taux d'accidentalité élevé ; 3 410 accidents en 1993 faisant 973 victimes dont 52 morts.

### Tracé
La Via Anchieta traverse les communes, toutes situées dans l'État de São Paulo :
- São Paulo
- São Bernardo do Campo
- Cubatão
- Santos

## Circulation en convoi
Pendant les périodes de fort brouillard rendant la visibilité très faible, le gestionnaire EcoRodovias et la police routière de São Paulo prennent la tête de convois en occupant toutes les voies et guident les véhicules à basse vitesse pour minimiser le risque d'accident.